# 小沢康甫
小沢 康甫（おざわ やすとし、1947年-）は、元中国放送アナウンサー。

## 経歴
- 広島県大竹市出身。慶応義塾大学経済学部を卒業。関西の銀行を２年半余りで退社。
- 1973年に中国放送へ転職（アナウンス部）。200人の応募で唯一の採用だった。アナウンサー時代は『なんでもジョッキー』（1976年頃から）等を担当。
- 1980年 テレビ制作部。
- 1989年 報道部記者。
- 1991年 あいテレビに出向、報道制作部長。
- 1993年 中国放送に復職、報道センターニュース編集長。
- 人事部長、財務部長、報道センター長、ラジオ制作部。
- 1998年度、1999年度、2001年度に広島大学総合科学部・非常勤講師を歴任（「くらしの中の右左」を担当）。
- 2007年 定年退職。

## 著書等
- 瀬戸内海事典（南々社 2007年）
- 山口・防府今昔写真帖（2009年 取材・編集協力）
- 暮らしのなかの左右学（東京堂出版 2010年）
- みるきくたべる 祭ーリズム―中四国を歩く（郷土出版社 2012年）